# Еула (Кунео)
Еула је насеље у Италији у округу Кунео, региону Пијемонт.
Према процени из 2011. у насељу је живело 65 становника. Насеље се налази на надморској висини од 507 м.